# Ae (Écosse)
Ae est un village des Dumfries and Galloway, au sud-ouest de l'Écosse. Son nom est le plus court toponyme du Royaume-Uni.
Fondée en 1947, Ae se situe au milieu d'une forêt de conifères, non loin de Lockerbie, et compte 200 habitants. La création d'Ae répond à une expérimentation d'afforestation d'anciennes tourbières que l'on ne pensait pas alors plantables. Les espèces que l'on trouve dans la forêt d'Ae sont constituées, pour l'essentiel, d'épicéas de Sitka, de mélèzes, de pins sylvestres et d'épicéas communs. Une faune y abonde, constituée de cervidés, de renards, de lièvres, de mustelas, de pigeons ramiers, de bruants jaunes, d'émouchet, de geais, de faisans et de perdrix.